# James Frain
James Dominic Frain (Leeds, 14 marzo 1968) è un attore britannico.

## Biografia
Frain è nato a Leeds, nello Yorkshire, ma è cresciuto nell'Essex come maggiore di otto fratelli. Ha seguito l'istruzione primaria alla Newport Free Grammar School e in seguito ha studiato inglese, cinema e arte drammatica all'Università dell'East Anglia. Ha studiato per diventare attore alla Central School of Speech and Drama di Londra. Durante il suo ultimo anno accademico è stato notato da Richard Attenborough e ha ottenuto il suo ruolo di debutto nel film Viaggio in Inghilterra (1993). Da allora, ha avuto una carriera di successo da entrambi i lati dell'oceano Atlantico. 
Abile negli accenti e capace di recitare in una gran varietà di ruoli, è stato candidato come Miglior Attore alla Mostra Internazionale d'Arte Cinematografica di Venezia del 1995, grazie al suo ruolo di terrorista nord irlandese nel controverso Niente di personale di Thaddeus O'Sullivan dello stesso anno. Ha anche ricevuto una nomination come Miglior attore di supporto ai Genie Award di Toronto, grazie al ruolo in Sunshine di István Szabó.
Ha recitato regolarmente nel Regno Unito in teatro, apparendo con la Royal Shakespeare Company al Royal Court Theatre e nel West End. Ha anche recitato a Broadway, ricevendo il premio del 2007 del Drama Desk Critics insieme al resto del cast di The Homecoming (2007), come Miglior compagnia di attori.
Oltre al ruolo dello sfortunato Thomas Cromwell nella serie I Tudors, è apparso anche nelle serie televisive 24 (2005), Invasion (2006) e The Closer (2006).
Dal 2015 al 2016 entra a far parte del cast della serie DC Comics Gotham, prequel di Batman, interpretando il ruolo di Theo Galavan/Azrael in 21 episodi della seconda stagione.
Dal 2017 al 2019 ha fatto parte del cast della serie televisiva Star Trek: Discovery, sesta serie del franchise di fantascienza Star Trek, nel ruolo di Sarek, padre Vulcaniano di Spock (nella serie interpretato da Ethan Peck), apparendo in un totale di nove episodi della prima e seconda stagione.

## Vita privata
Nel 2004, Frain ha sposato la regista Marta Cunningham. Hanno due figli. La coppia ha annunciato la separazione nel febbraio 2023.

## Filmografia

### Attore

#### Cinema
- Viaggio in Inghilterra (Shadowlands), regia di Richard Attenborough (1993)
- Un'avventura terribilmente complicata (An Awfully Big Adventure), regia di Mike Newell (1995)
- Niente di personale (Nothing Personal), regia di Thaddeus O'Sullivan (1995)
- Loch Ness, regia di John Henderson (1996)
- Robinson Crusoe, regia di Rod Hardy, George Trumbull Miller (1997)
- La legge dell'amore (What Rats Won't Do), regia di Alastair Reid (1998)
- Hilary e Jackie (Hilary and Jackie), regia di Anand Tucker (1998)
- Elizabeth, regia di Shekhar Kapur (1998)
- Vigo, passione per la vita (Vigo - A Passion for Life), regia di Julien Temple (1998)
- Titus, regia di Julie Taymor (1999)
- Trappola criminale (Reindeer Games), regia di John Frankenheimer (2000)
- Qui dove batte il cuore (Where the Heart Is), regia di Matt Williams (2000)
- Montecristo (The Count of Monte Cristo), regia di Kevin Reynolds (2002)
- Trappola in fondo al mare (Into the Blue), regia di John Stockwell (2005)
- Stanno tutti bene - Everybody's Fine (Everybody's Fine), regia di Kirk Jones (2009)
- Tron: Legacy, regia di Joseph Kosinski (2010)
- Come l'acqua per gli elefanti (Water for Elephants), regia di Francis Lawrence (2011)
- Transit, regia di Antonio Negret (2012)
- The Deadly Game - Gioco pericoloso (All Things to All Men), regia di George Isaac (2013)
- The Lone Ranger, regia di Gore Verbinski (2013)
- La casa dei sogni (The Architect), regia di Jonathan Parker (2016)
- Escape Room 2 - Gioco mortale (Escape Room: Tournament of Champions), regia di Adam Robitel (2021)

#### Televisione
- The Buccaneers – miniserie TV, 4 puntate (1995)
- Rasputin - Il demone nero (Rasputin), regia di Uli Edel – film TV (1996)
- Il principe delle favole (Arabian Nights) – miniserie TV, puntate 1x01-1x02 (2000)
- Armadillo – miniserie TV, puntate 1x01-1x02-1x03 (2001)
- Leonardo – miniserie TV, puntata 1x02 (2003)
- 24 – serie TV, 10 episodi (2005)
- Empire – miniserie TV, 6 puntate (2005)
- Invasion – serie TV, 7 episodi (2006)
- The Closer – serie TV, episodio 2x08 (2006)
- Law & Order: Criminal Intent – serie TV, episodio 7x17 (2008)
- Fringe – serie TV, episodi 1x10-1x14 (2008-2009)
- I Tudors (The Tudors) – serie TV, 24 episodi (2007-2009)
- In Plain Sight - Protezione testimoni (In Plain Sight) – serie TV, episodio 2x14 (2009)
- Law & Order - Unità vittime speciali – serie TV, episodio 11x07 (2009)
- Lie to Me – serie TV, episodio 2x05 (2009)
- Grey's Anatomy – serie TV, episodio 6x03 (2009)
- Californication – serie TV, episodio 3x12 (2009)
- FlashForward – serie TV, episodi 1x10-1x19 (2009-2010)
- CSI - Scena del crimine (CSI: Crime Scene Investigation) – serie TV, episodio 10x11 (2010)
- True Blood – serie TV, 8 episodi (2010)
- CSI: Miami – serie TV, episodio 9x02 (2010)
- Miami Medical – serie TV, episodio 1x07 (2010)
- Dark Relic, regia di Lorenzo Sena – film TV (2010)
- The Cape – serie TV, 10 episodi (2011)
- Burn Notice - Duro a morire (Burn Notice) – serie TV, episodio 5x09 (2011)
- The Mentalist – serie TV, episodio 4x14 (2012)
- Sleepy Hollow – serie TV, episodio 1x06 (2013)
- The White Queen, regia di James Kent, Jamie Payne e Colin Teague – miniserie TV, 5 puntate (2013)
- Grimm – serie TV, episodi 2x01-2x02-2x05 (2012-2013)
- Agent Carter – serie TV, episodi 1x01-1x02 (2015)
- True Detective – serie TV, 7 episodi (2015)
- Gotham – serie TV, 21 episodi (2015-2016)
- Orphan Black – serie TV, 8 episodi (2015-2017)
- Star Trek: Discovery – serie TV, 9 episodi (2017-2019)
- The Twilight Zone – serie TV, episodio 1x08 (2019)
- Elementary – serie TV, 7 episodi (2019)
- Showtrial – serie TV, 5 episodi (2021)
- Quantum Leap – serie TV, 4 episodi (2024)

### Doppiatore
- Tron: Evolution – videogioco (2010)

## Doppiatori italiani
Nelle versioni in italiano delle opere in cui ha recitato, James Frain è stato doppiato da:
- Roberto Draghetti in True Blood, Invasion, Transit
- Roberto Pedicini in Hilary e Jackie, Gotham
- Gaetano Varcasia in Trappola criminale, Lie To Me
- Fabrizio Pucci ne Le mille e una notte, True Detective
- Francesco Prando in Stanno tutti bene, Leverage - Consulenze illegali
- Massimo Bitossi in 24, Trappola in fondo al mare
- Saverio Indrio in Montecristo, Law & Order - Unità vittime speciali
- Alessio Cigliano in Grey's Anatomy, Empire
- Angelo Maggi in Tron Legacy, Burn Notice - Duro a morire
- Simone Mori in The Mentalist, The White Queen
- Fabrizio Manfredi in Viaggio in Inghilterra
- Edoardo Nevola in Loch Ness
- Massimo De Ambrosis in Robinson Crusoe
- Saverio Moriones in Elizabeth
- Massimiliano Manfredi in Titus
- Stefano Benassi in The Closer
- Massimiliano Lotti in Law & Order: Criminal Intent
- Vittorio Guerrieri in Qui, dove batte il cuore
- Marco De Risi in Fringe
- Gianfranco Miranda ne I Tudors
- Alessandro Ballico in FlashForward
- Roberto Certomà in CSI - Scena del crimine
- Sergio Lucchetti in CSI: Miami
- Mino Caprio in Come l'acqua per gli elefanti
- Marco Baroni in Miami Medical
- Marco Fumarola in Agent Carter
- Alberto Angrisano in Star Trek: Discovery
- Simone D'Andrea in Elementary
- Christian Iansante in Orphan Black
- Paolo Maria Scalondro in Hawaii Five-0
- Alessandro Quarta in Escape Room 2 - Gioco mortale

Da doppiatore è sostituito da:
- Christian Iansante in Tron: Evolution